# Goliath GV 800
Der Goliath GV 800 und GV 800 A waren Kleintransporter, die von Juni 1951 bis 1952 bzw. von Juni 1952 bis Dezember 1953 im Goliath-Werk in Bremen gebaut wurden. Standard-Ausführung war der Pritschenwagen. Es waren aber auch Kasten- und Kofferwagen sowie rund 20 verschiedene Sonderaufbauten lieferbar. Der GV 800 wurde im April 1951 auf der Internationalen Automobilausstellung in Frankfurt am Main vorgestellt. Die ersten Modelle hatten einen Zweizylinder-Zweitaktmotor GM500 mit 16 PS (12 kW) Leistung, ab Sommer 1952 wurde sie mit dem GM600 auf 21 PS (15 kW) erhöht.
Das überarbeitete Fahrzeug wurde als Modell GV 800 A verkauft. Es war ebenfalls ein parallel zum Lastendreirad Goliath GD 750 produzierter vierrädriger Transporter. Die Höchstgeschwindigkeit des GV 800 A betrug 70 km/h. Der Verkaufspreis pro Fahrzeug betrug 5425 bis 6425 DM je nach Karosserievariante. Insgesamt wurden 4016 Fahrzeuge gebaut.